# Blautia argi
Blautia argi es una especie de  bacteria grampositiva del género Blautia. Fue descrita en el año 2019. Su etimología hace referencia a Argos, el perro de Ulises en la obra Odisea de Homero. Es anaerobia estricta e inmóvil. Tiene un tamaño de 0,7-1,0 μm de ancho por 1,5-2,6 μm de largo. Temperatura de crecimiento entre 20-40 °C, óptima de 37 °C. Se ha aislado de heces de perro. 